# Авентино

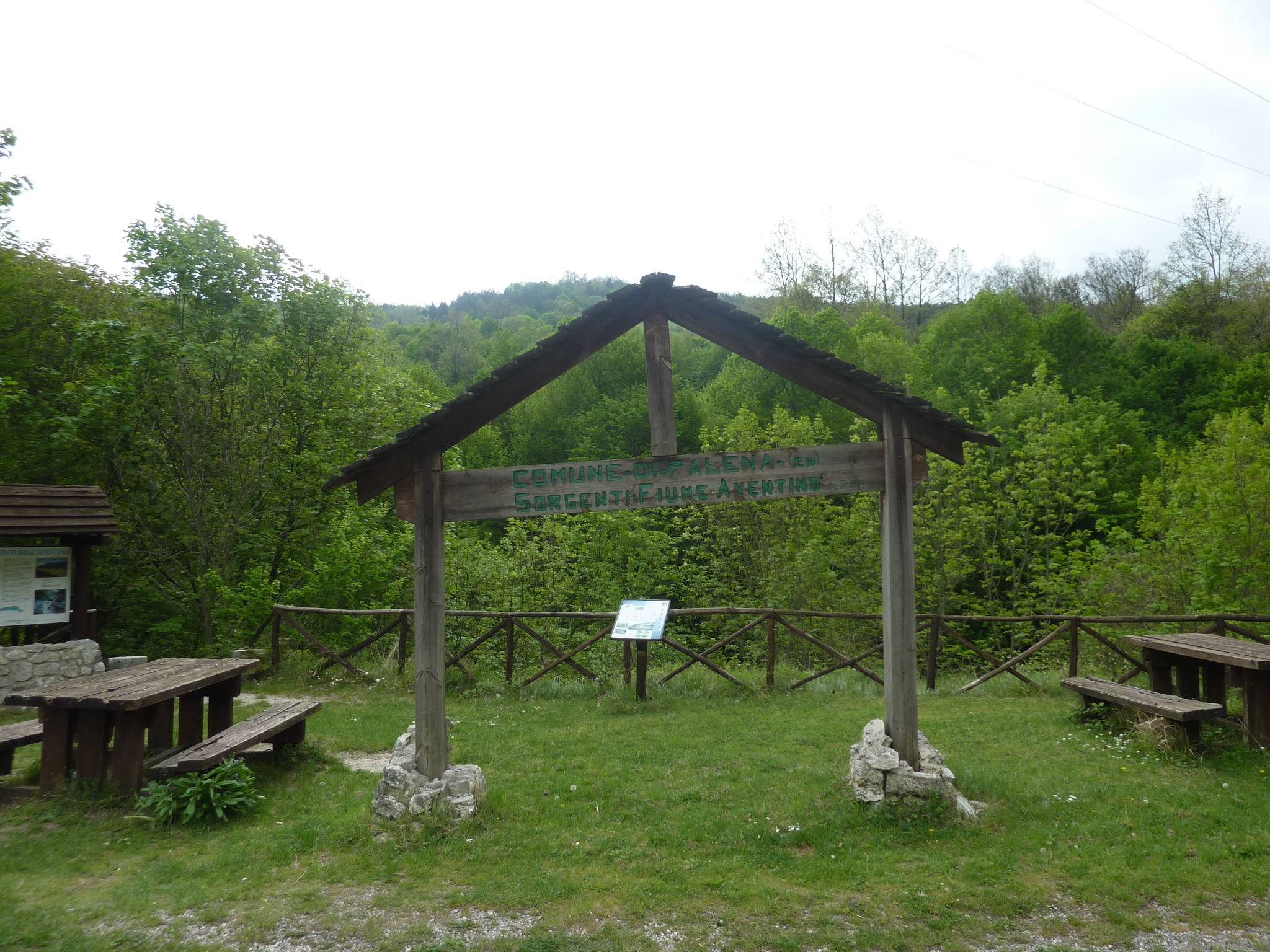
Исток реки Авентино

Авенти́но (итал. Aventino) — река, протекающая в южной части региона Абруцци в Италии. Левый приток реки Сангро. Начало реки находится на горе Монте-Поррара. Исток Авентино — река Котьяо, которая берёт начало в городе Палена, в провинции Кьети.
Авентино протекает по территории южного Абруцци. По реке расположена коммуна Таранта-Пелинья. В 1950-х годах, в районе Торретта-ди-Казоли, русло реки было перенаправлено, образовав водохранилище Сант-Анджело. В 90-х годах река была включена в систему Национального парка Маджелла, как природный ресурс, подлежащий охране.
Богатая флора и фауна, типичная для региона, привлекает туристов и местных жителей. Место является популярным среди рыбаков. В районе Чивителла-Мессер-Раймондо, в рамках туристического проекта, по реке был открыт маршрут для гребли и рафтинга.